# 稲葉雪乃
稲葉 雪乃（いなば ゆきの）は、 日本の元AV女優。

## 略歴・人物
主に企画ものやインディーズの作品に出演。「稲葉 愛理」「広末 京子」といった別名も名乗っている。
デビュー作は笠倉出版の「女子校水泳部レイプ2」(1998年、クレジット無)。
10数本の作品に出演。現在は引退。

## 主な出演作品
再発ものや総集編は除く。特に記述が無いものはクレジット無し。

### 書店売りビデオ
- 女子高水泳部レイプ2(笠倉出版)

### インディーズ
- パニオンギャル 稲葉愛理 20歳
- 射内愛玩具
- 妻艶
- スターファック5 広末京子
- 快楽秘遊び
- FLASH VIDEOMAX vol.3(稲葉雪乃名義)
- FLASH 広末×子第二弾
- 愛しのキャンペーンガール10 稲葉雪乃
- 肉欲OLの午後
- ダブルエクスタシー
- エロすぎる女たち　Part2
- 人妻の秘密

他